# Marcio R. Gotland
Marcio R. Gotland (São Paulo) é um quadrinista, chargista, ilustrador e professor de Artes brasileiro. Bacharel e pós-graduado em Artes Visuais pela Unesp, Marcio começou a trabalhar como chargista aos 17 anos em um jornal regional chamado O Munícipe. Em 2013, passou a trabalhar como ilustrador para o mercado editorial. No ano seguinte, começou a publicação da webcomic Greg - o contador de histórias, publicada de forma independente como minissérie a partir de 2016. Em 2019, Marcio ganhou o 31º Troféu HQ Mix na categoria "melhor publicação em minissérie" pelo quarto volume da minissérie, lançada no ano anterior.